# Telodorcus capricornis
Telodorcus capricornis is een keversoort uit de familie vliegende herten (Lucanidae). De wetenschappelijke naam van de soort is voor het eerst geldig gepubliceerd in 1909 door Mollenkamp.